# Trousseau & Cie
Trousseau & Cie ou Grande faïencerie nivernaise est une faïencerie située à Nevers et active de 1885 à 1894.

## Origine et création
Alors qu'Antoine Montagnon a dû s'absenter plusieurs semaines de son entreprise à la suite d'une blessure, le désordre s'y installe. À son retour, alors qu'il décide d'une baisse des salaires, une grève se déclenche dans la faïencerie et se termine par le licenciement d'une partie du personnel. Cela conduit à la création par plusieurs anciens de chez Montagnon d'une faïencerie concurrente, la Grande faïencerie nivernaise : François Trousseau, Jean Marchand (peintre), Louis Petit (mouleur) et Pané (comptable) créent la société en commandite par actions Trousseau & Cie. La nouvelle faïencerie entre en activité octobre 1885, l'usine est située à l'angle du quai des Mariniers et de la rue de Gonzague, à Nevers.

## Production
En 1889, la faïencerie Trousseau & Cie possède deux fours et compte 60 ouvriers. Deux tiers de la valeur de la production constitue de la « faïence commune » tandis qu'un tiers constitue de la « faïence artistique » comme en réalise la manufacture Montagnon. La production est très variée, avec de grands plats, des bibelots de fantaisie, des maisons miniatures ou des reproductions d'assiettes révolutionnaires. Les ouvriers disposent d'une grande liberté de création.
Parmi le personnel de la faïencerie se trouvent E. Jusselin, Armand Hiver ou Burlin père et fils, anciens de chez Montagnon, ou Anthony Rivière venu de la manufacture Sanson à Montreuil.
En 1888, Trousseau & Cie entre en conflit avec la faïencerie Montagnon en utilisant, pour signer sa production, un nœud vert comme Montagnon le faisait depuis longtemps. Un procès s'ensuit et est finalement perdu par Antoine Montagnon en 1891.

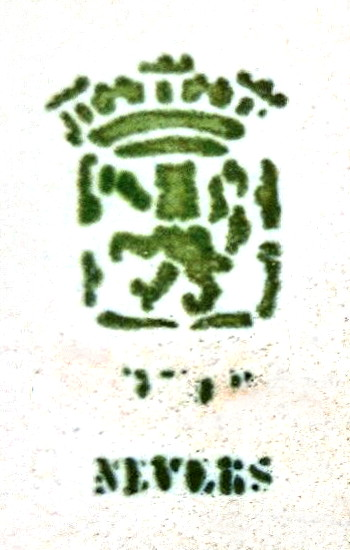
Signature aux armes de Nevers utilisée par Trousseau & Cie entre 1885 et 1888[1].
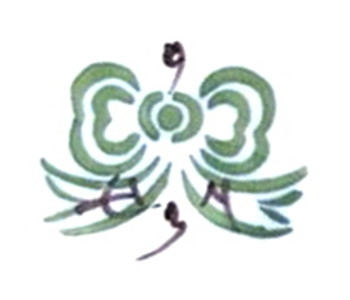
Signature au nœud vert utilisée par Trousseau & Cie entre 1891 et 1894[1].

## Fermeture
En raison de difficultés financières et techniques et après un incendie qui suspend l'activité de la manufacture, la faïencerie dépose son bilan en 1892 et fait faillite en 1894.